# Christiane Soeder
Christiane Soeder (Remscheid, Rin del Nord-Westfàlia, 15 de gener de 1975) és una ciclista alemanya, nacionalitzada austríaca el 2003, ja retirada, que va competir a començaments del segle xx.
S'inicià practicant el duatló, esport en el qual es proclamà campiona alemanya de 1999 a 2001 i fou cinquena al campionat del món l'any 1999 i tercera el 2000. Des del 2002 es va dedicar al ciclisme de carretera. Especialista en contrarellotge, va guanyar set vegades el campionat austríac de la disciplina, aconseguint un doblet amb el títol de cursa en carretera el 2004 i el 2006. L'any 2007 va quedar tercera en el campionat del món de contrarellotge. El 2008 va guanyar la Gran Bucle i fou segona en el campionat del món de contrarellotge. Va prendre part en dues edicions dels Jocs Olímpics d'Estiu, el 2004 i 2008. En darrera edició fou quarta en la cursa en ruta i setena en la contrarellotge.

## Palmarès
- 2003
  - Vencedora d'una etapa a la Volta a Turíngia
- 2004
  -  Campiona d'Àustria en ruta
  -  Campiona d'Àustria en contrarellotge
  - Vencedora d'una etapa al Tour de Feminin-Krásná Lípa
- 2005
  -  Campiona d'Àustria en contrarellotge
  - Vencedora d'una etapa al Tour de l'Aude
  - Vencedora d'una etapa al Gran Bucle
- 2006
  -  Campiona d'Àustria en ruta
  -  Campiona d'Àustria en contrarellotge
  - 1a a L'hora d'or femenina (CRE)
  - Vencedora d'una etapa al Geelong Tour
  - Vencedora d'una etapa a la Volta a Turíngia
- 2007
  -  Campiona d'Àustria en contrarellotge
  - Vencedora d'una etapa al Tour de l'Aude
  - Vencedora d'una etapa a la Volta a Turíngia
- 2008
  - 1a al Geelong Tour i vencedora d'una etapa
  - 1a al Souvenir Magali Pache
  - 1a a l'Open de Suède Vårgårda TTT
  - 1a al Gran Bucle i vencedora d'una etapa
  - Vencedora d'una etapa al Tour de l'Ardecha
- 2009
  -  Campiona d'Àustria en ruta
  -  Campiona d'Àustria en contrarellotge
  - 1a al Souvenir Magali Pache
  - 1a a l'Open de Suède Vårgårda TTT
  - 1a al Gran Premi de Suïssa
  - Vencedora d'una etapa al Gran Bucle
  - Vencedora d'una etapa a la Volta a Turíngia
  - Vencedora de 2 etapes al Tour de l'Ardecha
- 2010
  -  Campiona d'Àustria en contrarellotge
- 2012
  -  Campiona d'Àustria en contrarellotge